# 月着陸船用下降エンジン
月着陸船用下降エンジン（LMDE、Lunar Module Descent Engine）または DPS（Descent Propulsion System） は、スペース・テクノロジー研究所（STL）によってアポロ月着陸船向けに開発された、ハイパーゴリック推進剤を用いた推力可変式ロケットエンジンである。

## 概要
エアロジン-50推進剤と四酸化二窒素酸化剤を使用する。このエンジンはピントル式噴射装置を使用した最初のロケットエンジンであり、この技術は後にスペースX マーリンエンジンにも使用されている。

## 要求仕様
月面着陸機の降下機用の推進装置は2名の宇宙飛行士を60-海里 (110 km)の月待機軌道から50,000フィート (15 km)降下軌道へ遷移し、月面まで逆噴射して降下して着陸地点を探す間、浮上して着陸する。これらの機動の為に推進装置はハイパーゴリック推進剤を使用し、ガス圧供給式でアブレーション冷却式、首を振る事で推力偏向ができ、推力調節の可能なエンジンが開発された。軽量の極低温ヘリウム加圧装置も同様に使用された。排気ノズル伸展部は、月面着陸機が岩上に着地した場合に、衝撃を吸収する為に壊れ易く設計された。

## 開発
NASAの歴史の出版物であるChariots for Apolloによると、"月着陸機の降下用エンジンはおそらくアポロ計画で最大の挑戦でかつて無い技術開発だった"と記されている。出力調節の必要性は有人宇宙船にとって斬新だった。極僅かな先行研究が複数の推力のロケットエンジンで実施されたのみだった。NASAのこの分野における基礎的な努力によってロケットダイン社の液体酸素/液体水素を推進剤とするRL10は数ヶ月先行して開発されていただけで、同じ運用要求は満たしていなかった。
1963年5月、スペース・テクノロジー研究所はNASAによって並行して進められていたグラマン社の初期のロケットダインの選択(RL10エンジンの派生型)に対する競合機の開発の為に月面着陸機の主契約社として選ばれた。
STLはガス供給式の自己着火式の傾斜可能で同様に出力調節可能なシステムを提案した。エンジンの機械的な出力調節システムは流量制御弁と可変面積ピントル式噴射装置を備え、シャワーヘッドとほぼ同じ方法で圧力調整と推進剤流量比と燃焼室内での燃料混合パターンの制御を行うものだった。
スペース・テクノロジー研究所による月面着陸機降下エンジンの最初の最大出力燃焼試験は1964年初頭に実施された。1965年1月にはNASAは並行して進めていた月面着陸機降下用エンジンの開発を止めた。スペース・テクノロジー研究所(TRW)は単一契約社になった。;ロケットダイン社の契約は中止された。
燃焼室とピントル設計の革新的な設計と開発はTRW社の航空宇宙技術者のPeter Staudhammer博士の貢献によるものである。
降下段の出力調整可能なエンジンの最大推力は10,125重量ポンド (45.04 kN)で最小推力は1,050重量ポンド (4.7 kN)に到達した。重量は394ポンド (179 kg)で全長は90.5インチ (2.30 m)で直径は59.0インチ (1.50 m)である。

## 制約
酸化剤と燃料の流量制御にはキャビテーションベンチュリバルブが使用されているが、推力 55% から 92.5% の間のスロットル範囲では、動作が予測不可能になり、不適切な燃料/酸化剤混合比を引き起こした可能性があり、その結果、エンジンスロート浸食が過度に発生してしまう。そのため、フルスロットル出力 (FTP) は定格推力 (9,900 lbT) の約 94.2% で、スロットル範囲は定格推力の 12.2% から定格推力の約 65% (1,280 から 6,825 lbT) までに制限された。エンジンの破壊を防ぐため、65% を超えるスロットルコマンドは自動的に FTP に置き換えられた。

## 救命艇
月着陸降下エンジンはアポロ13号で司令船の酸素タンクの爆発後主推進エンジンとして使用された。爆発後にGene Kranzはサービス推進システムは運転不可能で月の重力を利用して宇宙船を地球へ戻すための月軌道周回"救命いかだ"の選択肢が選択されたと述懐する。
しかしながら、アポロ13号は予定されたFra Mauroに着陸する為に初期の自由帰還軌道をミッションの初期の段階で離脱した。
30.7秒月面着陸降下エンジン(LMDE)を噴射する事で自由回帰軌道へ再進入する事が優先事項だった。降下エンジンは近月点食の2時間後、月に接近するために再び使用され("PC+2 燃焼")、10時間後、インド洋から太平洋に着水した。最も攻撃的な燃焼は司令船によるPC+2の直接軌道離脱だった。p. III-20がこの時は必要なかったと後に述べた。4分24秒の燃焼は正確で地球への再突入の前に2回以下の軌道修正のみが必要だった。

## 月着陸船のための更なる改良

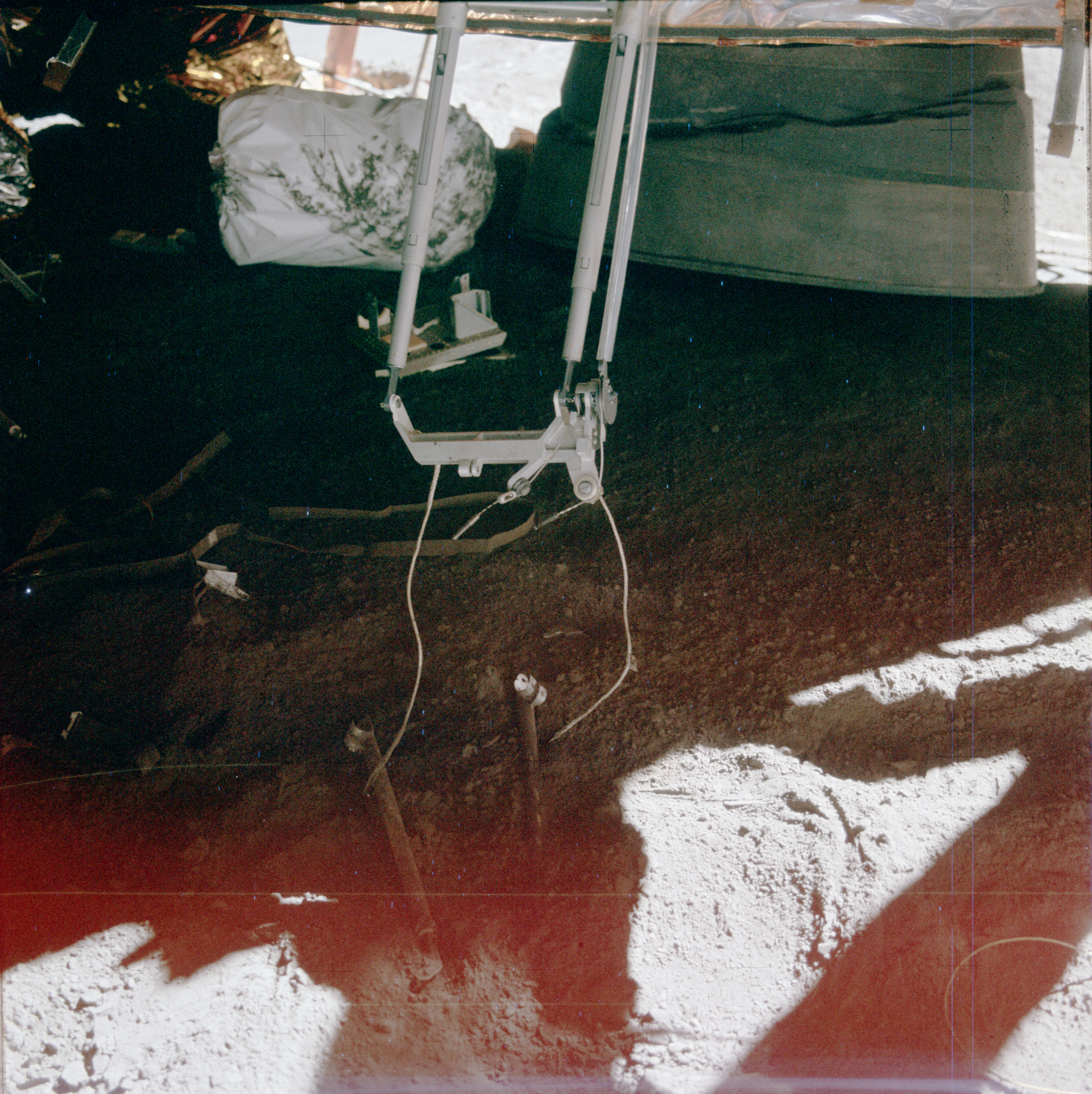
着陸で壊れたアポロ15号の降下推進モジュールのノズル

着陸ペイロードの重量が増加と滞在時間の増加によりアポロ月着陸船は推力を増加するためにエンジンのノズルが10-インチ (25 cm)延長された。
ノズルは拡大され、もし、月面に衝突した場合には壊れて衝撃を吸収するように設計された。最初の3回の飛行では着陸時に起きなかったがアポロ15号の着陸時にノズルが壊れた。

## デルタ2段でのTR-201
アポロ計画後、DPSはさらに開発されTRW TR-201エンジンになった。このエンジンはデルタロケット(デルタ1000, デルタ 2000, デルタ3000 シリーズ)のデルタ-Pの第2段に使用され1972年から1988年までの間に77回の打ち上げに成功した。